# Andrés Miso
Andrés Miso Molina (Madrid, 7 de gener de 1983) és un jugador espanyol de bàsquet. Juga d'escorta i el seu actual equip és el Cajasol de la Lliga ACB.

## Trajectòria
Miso es va formar al planter de l'Eurocol·legi Casvi. Va debutar amb l'Adecco Estudiantes en l'lliga ACB de bàsquet el 17 de novembre de 2001 davant el Gijón Bàsquet. La temporada 2003/04 va aconseguir el subcampionat de lliga. El 2006 va deixar el club estudiantil per fitxar per l'Alta Gestió Fuenlabrada, i a l'any següent va recalar en el Cajasol de Sevilla.

## Selecció
Ha estat internacional amb les seccions inferiors de la Selecció de bàsquet d'Espanya. En el Campionat d'Europa de bàsquet masculí sub20 de 2002 celebrat en Vilna va aconseguir la medalla d'argent, i la de bronze en els Jocs del Mediterrani de 2005 celebrats a Almeria Espanya.

## Clubs
- Adecco Estudiants (ACB): 2001- 2006.
- Alta Gestió Fuenlabrada (ACB): 2006- 2007.
- Cajasol (ACB): 2007-.